# Bezrozměrný verš
Bezrozměrný verš je pravidelně rýmován, není normován počtem slabik ani přízvuků a často splývá s veršem volným. Liší se od něj tím, že každý jeden bezrozměrný verš je syntaktickým celkem (zjednodušeně je každý verš větou).
Tento verš je typický hlavně pro středověk.

## Příklad
Pak Boleslav lítý snide, 

syn jeho Boleslav ščedrý na jeho stolici vznide.

Poluči sě svytý ze zlého

a milostivý z lítého.

(Dalimil)